# Reiner Trik
Reiner Trik (* 2. Juni 1963 in Winzeln/Schwarzwald) ist ein ehemaliger deutscher Ringer und Vize-Europameister 1984 im freien Stil im Mittelgewicht.

## Werdegang
Trik begann bereits im Alter von drei Jahren beim KSV Winzeln mit dem Ringen, wo sein erster Trainer Dieter Eith war. Er erlernte den Beruf des Mechanikers und entwickelte sich zu einem hervorragenden Freistilringer. 1980 belegte er bei den deutschen Jugendmeisterschaften den 2. Platz und 1981 den 1. Platz in der Klasse bis 75 kg Körpergewicht. 1982 und 1983 wurde er deutscher Juniorenmeister im Mittelgewicht. Der Übergang zu den Senioren glückte ihm nahtlos, denn 1984 holte er sich seinen ersten DM-Titel im Mittelgewicht.
Auf den internationalen Ringerbühne betätigte sich Trik ab 1982. In jenem Jahr belegte er bei der Junioren-Europameisterschaft in Leipzig den 4. Platz und bei der Junioren-Weltmeisterschaft 1983 in Los Angeles erreichte er den 5. Platz im Mittelgewicht. In Los Angeles hatte er insofern Pech, als er nach einem Sieg über den Tschechen Josef Lohyna gegen den Bulgaren Nazif Umerow unterlag und so wegen eines einzigen fehlenden technischen Punktes in seinem Pool nur auf den 3. Platz kam, womit er „nur“ um den 5. Platz im Gesamtergebnis kämpfen konnte. Mit diesem Punkt wäre er Poolerster geworden und hätte um den WM-Titel gegen den Rumänen Dumitru Chiru kämpfen können.
Bei den internationalen Meisterschaften im Seniorenbereich startete Trik gleich mit einem Paukenschlag. Bei der Europameisterschaft 1984 in Jönköping gewann er die Silbermedaille nach einer knappen Finalniederlage gegen Efraim Kamberow aus Bulgarien. Bei den Olympischen Spielen im gleichen Jahr in Los Angeles belegte er in seinem Pool den 2. Platz und konnte deshalb gegen den Kanadier Chris Rinke um die Bronzemedaille kämpfen. Er verlor diesen Kampf mit 2:5 Wertungspunkten und erreichte damit den 4. Platz.
Auch in den nächsten Jahren kämpfte Trik bei internationalen Meisterschaften. Es gelang ihm aber nicht mehr, noch einmal eine Medaille zu erobern. Seine besten Platzierungen waren die 4. Plätze bei der Weltmeisterschaft 1985 und 1986 und der 5. Platz bei der Weltmeisterschaft 1987 in Clermont-Ferrand. In Clermont-Ferrand schrammte er besonders knapp an einer Medaille vorbei, denn er besiegte in einem Poolkampf den US-Amerikaner Mark Schultz, unterlag aber gegen den sowjetischen Sportler Wladimer Modossiani. Da Schultz wiederum Modossian besiegte, wurde er wegen des besten Punkteverhältnisses Poolsieger. Trik konnte deshalb gegen den Türken Necmi Gençalp nur mehr um den 5. Platz kämpfen, während der von ihm besiegte Mark Schultz noch Weltmeister wurde.
In den Jahren 1988 und 1989 konnte er sich bei den internationalen Meisterschaften, häufig von Verletzungen in der Vorbereitung behindert, nicht mehr im Vorderfeld platzieren. Er beendete deshalb seine internationale Ringerkarriere, startete aber noch einige Jahre für den KSV Winzeln. Ab 1993 übernahm er dort auch das Training und war bis 2006 erster Vorsitzender, ehe er von Martin Glunk abgelöst wurde.

## Internationale Erfolge
(OS = Olympische Spiele, WM = Weltmeisterschaft, EM = Europameisterschaft, F = freier Stil, Mi = Mittelgewicht, damals bis 82 kg Körpergewicht)
- 1982, 4. Platz, Junioren-EM in Leipzig, F, Mi, hinter Senol Tenekecioglu, Türkei, Aslanbek Bisultanow, UdSSR u. Hamidow, Bulgarien;
- 1983, 2. Platz, Großer Preis von Österreich, F, Mi, hinter Don Schuler, USA u. vor B.G. Gauchad, Frankreich;
- 1983, 5. Platz, Junioren-WM in Los Angeles, F, Mi, hinter Dumitru Chiru, Rumänien, Josef Lohyna, CSSR, Aslanbek Bisultanow u. Nazif Umerow, Bulgarien u. vor Akeo Akaichi, Japan;
- 1984, 3. Platz, Turnier in Istanbul, F, Mi, Sieger: Turkaya, Türkei;
- 1984, 2. Platz, EM in Jönköping, F, Mi, mit Siegen über Gabor Toth, Ungarn, Peter Syring, DDR u. Günter Busarello, Österreich u. Niederlagen gegen Stefan Kurpas, England u. Efraim Kamberow, Bulgarien;
- 1984, 4. Platz, OS in Los Angeles, F, Mi, mit Siegen über Lundell, Schweden, Günter Busarello u. Kim Tae-Won, Südkorea u. Niederlagen gegen Heraklis Deskoulidis, Griechenland, Hideyuki Nagashima, Japan u. Chris Rinke, Kanada;
- 1985, 6. Platz, EM in Leipzig, F, Mi, mit Siegen über Marchl, Österreich u. Dermigakis, Griechenland u. Niederlagen gegen Leszek Ciota, Polen und Hans-Peter Franz, DDR;
- 1985, 4. Platz, WM in Budapest, F, Mi, mit Siegen über Habib, Afghanistan, Fernandez, Spanien, Mohammad Mohebbi, Iran, Ilomäki, Finnland, Josef Lohyna u. Serge Marcel, Kanadu u. Niederlagen gegen Alexander Nanew, Bulgarien u. Alexander Tambowzew, UdSSR;
- 1986, 1. Platz, Großer Preis von Großbritannien in Manchester, F, Mi, vor Holaman, USA u. Marchl, Österreich:
- 1986, 8. Platz, EM in Athen, F, Mi, mit einem Sieg über Tapio, Schweden u. Niederlagen gegen Jäger, Ungarn u. Josef Lohyna;
- 1986, 4. Platz, WM in Budapest, F, Mi, mit Siegen über Roberto Leitaos, Brasilien, László Dvorak, Ungarn, Necmi Gençalp, Türkei u. Alcide Legrand, Frankreich u. Niederlagen gegen Alexander Nanew u. Josef Lohyna;
- 1987, 4. Platz, Großer Preis der Bundesrepublik Deutschland in Aschaffenburg, F, Mi, hinter Juri Worobjow, UdSSR, Josef Lohyna u. Necmi Gencalp u. vor Brad Andersson, USA;
- 1987, 9. Platz, EM in Veliko Trnovo, F, Mi, mit Siegen über Iliadis, Zypern u. Rierer, Schweiz u. Niederlagen gegen Necmi Gencalp u. Alexander Nanew;
- 1987, 5. Platz, WM in Clermont-Ferrand, F, Mi, mit Siegen über Alcide Legrand, Mark Schultz, USA, Gregory Edgelow, Kanada u . Necmi Gencalp u. einer Niederlage gegen Wladimer Modossiani, UdSSR;
- 1988, 3. Platz, Turnier in Palermo, F, Mi, hinter Josef Lohyna u. Dimitar Todorow, Bulgarien;
- 1988, 1. Platz, Großer Preis von Griechenland in Athen, F, Mi, u. a. mit Siegen über Hans Gstöttner, DDR u. Chris Rinke;
- 1988, 10. Platz, Em in Manchester, F, Mi, mit Siegen über Deco Nikolovski, Jugoslawien u. Konstantin Avramis, Griechenland u. Niederlagen gegen Alexander Nanew u. Juri Worobjow;
- 1988, ohne Platzierung, OS in Seoul, F, Mi, mit einem Sieg über Andrzej Radomski, Polen u. Niederlagen gegen Mark Schultz u. Necmi Gencalp;
- 1989, 2. Platz, Großer Preis von Polen in Łódź, F, Mi, hinter Necmi Gencalp;
- 1989, 7. Platz, EM in Ankara, F, Mi, mit Siegen über Cedo Nikolovski u. Rahmat Soukra, Bulgarien u. Niederlagen gegen Pekka Rauhala, Finnland u. Elmadi Dschabrailow, UdSSR;
- 1989, 11. Platz, WM in Martigny/Schweiz, F, Mi, mit Siegen über Raul Cascaret, Kuba u. Franco Iglesias, Spanien u. Niederlagen gegen Dimitri Markow, Bulgarien u. Josef Lohyna

## Deutsche Meisterschaften
- 1984, 1. Platz, F, Mi, vor Harald Göschel, Freiburg im Breisgau u. Dieter Otto, Walheim,
- 1985, 3. Platz, F, Mi, hinter Dieter Otto u. Thomas Mittermüller, Hallbergmoos,
- 1986, 3. Platz, F, Mi, hinter Wolfgang Otto, Aldenhoven u. Dieter Otto,
- 1987, 1. Platz, F, Mi, vor Wolfgang Otto u. Klaus Riesterer, Freiburg,
- 1989, 1. Platz, F, Mi, vor Klaus Riesterer u. Thomas Mittermüller,
- 1990, 1. Platz, F, Mi, vor Klaus Riesterer u. Ingo Manz, Witten,
- 1991, 3. Platz, F, Mi, hinter Hans Gstöttner, Aalen u. Thomas Mittermüller